# Oymaağaç, Çorum
Oymaağaç là một xã thuộc thành phố Çorum, tỉnh Çorum, Thổ Nhĩ Kỳ. Dân số thời điểm năm 2010 là 13 người.